# Bistre (couleur)
Pour les articles homonymes, voir Bistre.

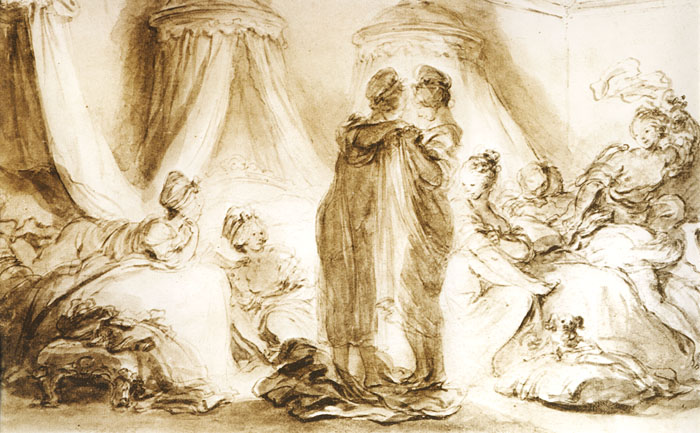
Le Coucher des ouvrières, lavis de bistre de Fragonard.

Le bistre est un pigment goudronneux issu du traitement de la suie de bois dont la couleur varie du jaune safran au brun foncé (PRV).
Par dérivation, bistre est un nom de couleur, d'après la couleur brun foncé la plus fréquente du pigment. Il s'utilise notamment en cartographie et en philatélie et qualifie parfois le teint de peau d'une personne.
Dans le jargon professionnel du ramonage, le bistre est une variété particulière, liquide ou durcie, de suie.

## Fabrication du pigment

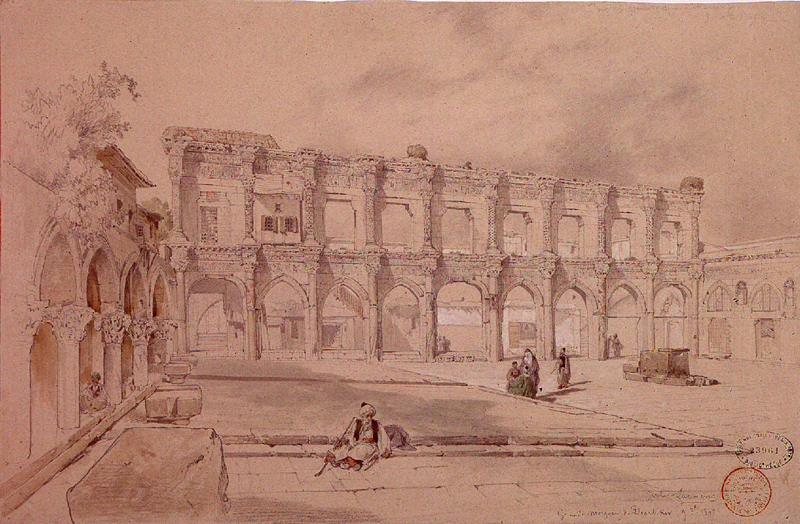
Jules Laurens, crayon et aquarelle sur papier bistré.

Le bistre est de la suie détrempée anciennement utilisée pour peindre au lavis. Son odeur est piquante et désagréable.
L’origine du mot est inconnue. Le bistre a servi dès le Moyen Âge ; décrit comme caligo ou fuligo, il était utilisé pour « dorer » des métaux comme l'étain(PRV1), aussi bien que pour l'enluminure, comme pour les miniatures du psautier d'Utrecht du IXe siècle. Furetière définit, au XVIIe siècle, bistre comme un « terme de dessinateur […] la suie cuite, et ensuite détrempée ».
Selon Paillot de Montababert, écrivant au début du XIXe siècle, « le bistre est une couleur qui est faite avec la suie : celle qui provient de la combustion de la houille est la meilleure ; il ne s'agit que de broyer cette suie à l'eau, de faire bouillir et de décanter cette eau. Un bon bistre tout fait est la liqueur qui découle des tuyaux de poêle : le bistre porte avec lui un gluten, et on n'y ajoute point de gomme ».
L'essor de l'aquarelle au XVIIIe siècle et au XIXe siècle a causé un raffinement dans la fabrication des bistres, avec utilisation préférentielle des bois de hêtre ou de bouleau. On recherche une coloration, au lieu du noir profond se diluant en gris neutre qu'on obtient avec du noir de fumée, comme pour l'encre de Chine.
André Béguin explique sa fabrication traditionnelle : « Cette couleur très résistante, de tonalité chaude, était obtenue en faisant bouillir de la suie dans l'eau ; la peinture pour aquarelle est préparée de la même manière, mais le colorant obtenu est séché, puis broyé avec de l'eau de gomme additionnée d'un peu de vinaigre. »
Le bistre naturel (Colour Index NBr11) est aujourd'hui remplacé par des mélanges d'oxydes de fer transparents avec du noir.
Le bistre a pu être utilisé en teinturerie sous le nom de bidauet ou bidanet. On a eu depuis des matières colorantes synthétiques bien meilleures pour faire le noir et les bruns.

## La couleur bistre
Le bistre désigne également une couleur, qui n'est pas nécessairement obtenue avec le pigment de bistre. Dès 1855, Lefort note qu'on vend comme bistre de la terre d'ombre.
Dans les nuanciers de marchands de couleurs, on trouve 047 bistre,  bistre, bistre ; en fil à broder 3032 lin bistre.
Le Répertoire de couleurs de la Société des chrysanthémistes publié en 1905 connaît une teinte Suie avec quatre nuances, synonyme du Teinte bistre du marchand de couleurs Lorilleux et du Bistre foncé de Bourgeois et aussi de Bure du marchand de laine Poiret frères et Neveu, tandis que le synonyme anglais est « warm sepia » (Sépia chaud). Les quatre tons du Bistre retenu par les experts coloristes sont beaucoup moins foncés, le plus clair étant presque orangé. Ils définissent Bistre comme une dénomination commerciale.
Une décision internationale recommande d'abandonner le terme bistre pour la description muséographique de la couleur des encres.

## Usage

### Beaux-arts
Le bistre sert exclusivement dans l'aquarelle et les autres procédés à l'eau(PRV).
À l'époque classique, le bistre sert pour la préparation des fonds sombres sur lesquels on peint les tableaux et les portraits.
Il est un des pigments utilisés pour les lavis par de grands dessinateurs comme Rembrandt et de nombreux autres. On le confond parfois avec le sépia ou l'encre de noix de galle.
Les gravures et lithographies ont parfois été imprimées en bistre, au XIXe siècle, ou bien soutenues par des aplats en bistre, pour obtenir un effet coloré sans prétendre à la reproduction réaliste de la peinture.

### Cartographie
La couleur bistre est utilisée pour la délimitation des sections F des Plans cadastraux Napoléoniens[réf. souhaitée].
C'est la couleur des courbes de niveau des cartes IGN[réf. souhaitée].

### Philatélie

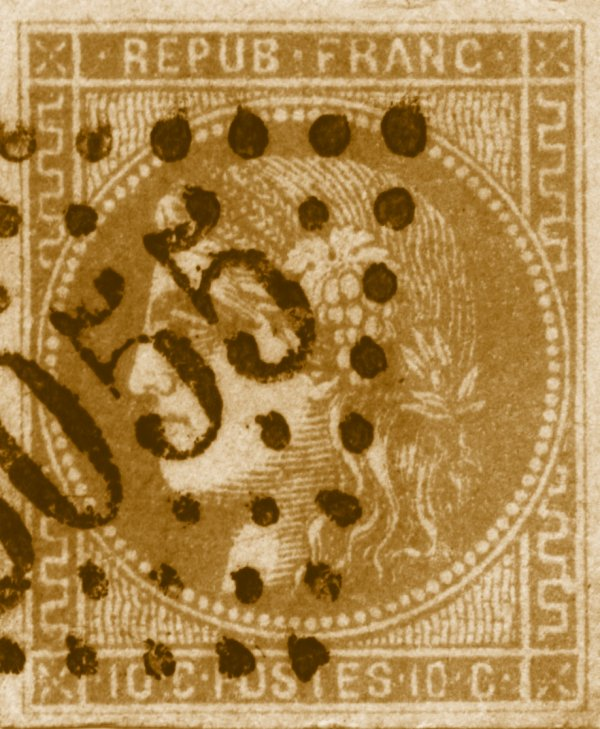
Timbres de France 1870, type Cérès, France, émission de Bordeaux, 1871.

Bistre est un nom de couleur d'usage fréquent en philatélie pour les timbres anciens d'impression monochrome. Les nuanciers des philatélistes en distinguent souvent plusieurs nuances, jaunâtre, foncé, 'vineux, etc.
Plusieurs timbres français et étrangers sont de couleur bistre, par exemple plusieurs 10 centimes du type Napoléon III et du type Cérès.
Le répertoire Yvert et Tellier donne de nombreuses références.

## Littérature
« Ce fut vers cette époque que la société tulipière de Harlem proposa un prix pour la découverte, nous n’osons pas dire pour la fabrication de la grande tulipe noire et sans tache, problème non résolu et regardé comme insoluble, si l’on considère qu’à cette époque l’espèce n’existait pas même à l’état de bistre dans la nature. »

— Alexandre Dumas, La Tulipe noire, chapitre VI.
Peuple à la peau bistre est l'expression poétique par laquelle plusieurs auteurs africains ou africanistes désignent le peuple noir[réf. souhaitée].